# Vinnie Johnson
Vincent ("Vinnie") Johnson (Brooklyn, 1 september 1956) is een Amerikaans voormalig basketballer die met de Detroit Pistons tweemaal het NBA kampioenschap won.

## Carrière
Johnson speelde collegebasketbal van 1975 tot 1977 voor McLennan CC en de volgende twee seizoenen voor de Baylor Bears. In 1979 werd hij als zevende in de eerste ronde gekozen door de Seattle SuperSonics. Voor de SuperSonics speelde hij twee seizoenen en enkele wedstrijden voordat hij in november 1981 geruild werd naar de Detroit Pistons voor Greg Kelser. Met de Pistons speelde hij tien seizoen waarin hij zo goed als alle wedstrijden speelde en twee keer de NBA won. Zijn contract bij de Pistons werd ontbonden in 1991 en hij tekende daarop voor de San Antonio Spurs waar hij een laatste seizoen speelde.

## Erelijst
- NBA-kampioen: 1989, 1990
- Nummer 15 teruggetrokken door de Detroit Pistons[3]
- Baylor Athletics Hall of Fame: 1991[2]
- Michigan Sports Hall of Fame: 1997[4]
- NJCAA Men’s Basketball Coaches Association Hall of Fame: 2015[5]
- Southwest Conference Hall of Fame: 2017[6]

## Statistieken

### Reguliere Seizoen
| Seizoen  | Team                | WG  | WS  | MPW  | 2P%  | 3P%  | FW%  | RPW | APW | SPW | BPW | PPW  |
| -------- | ------------------- | --- | --- | ---- | ---- | ---- | ---- | --- | --- | --- | --- | ---- |
| 1979/80  | Seattle SuperSonics | 38  | —   | 8,6  | 39,1 | 0,0  | 79,5 | 1,4 | 1,4 | 0,5 | 0,1 | 3,2  |
| 1980/81  | Seattle SuperSonics | 81  | —   | 28,5 | 53,4 | 20,0 | 79,3 | 4,5 | 4,2 | 1,0 | 0,2 | 13,0 |
| 1981/82  | Seattle SuperSonics | 7   | 0   | 14,9 | 40,9 | 0,0  | 75,0 | 2,1 | 1,6 | 0,9 | 0,3 | 3,9  |
| 1981/82  | Detroit Pistons     | 67  | 15  | 17,8 | 49,3 | 27,3 | 75,4 | 2,1 | 2,4 | 0,7 | 0,3 | 7,7  |
| 1982/83  | Detroit Pistons     | 82  | 51  | 30,6 | 51,3 | 27,5 | 77,8 | 4,3 | 3,7 | 1,1 | 0,6 | 15,8 |
| 1983/84  | Detroit Pistons     | 82  | 0   | 23,3 | 47,3 | 21,1 | 75,3 | 2,9 | 3,3 | 0,5 | 0,2 | 13,0 |
| 1984/85  | Detroit Pistons     | 82  | 16  | 25,5 | 45,4 | 18,5 | 76,9 | 3,1 | 4,0 | 0,9 | 0,2 | 12,8 |
| 1985/86  | Detroit Pistons     | 79  | 12  | 25,0 | 46,7 | 15,4 | 77,1 | 2,9 | 3,4 | 1,0 | 0,3 | 13,9 |
| 1986/87  | Detroit Pistons     | 78  | 8   | 27,8 | 46,2 | 28,6 | 78,6 | 3,3 | 3,8 | 1,2 | 0,2 | 15,7 |
| 1987/88  | Detroit Pistons     | 82  | 1   | 23,6 | 44,3 | 20,8 | 67,7 | 2,8 | 3,3 | 0,7 | 0,2 | 12,2 |
| 1988/89  | Detroit Pistons     | 82  | 21  | 25,3 | 46,4 | 29,5 | 73,4 | 3,1 | 3,0 | 0,9 | 0,2 | 13,8 |
| 1989/90  | Detroit Pistons     | 82  | 12  | 24,0 | 43,1 | 14,7 | 66,8 | 3,1 | 3,1 | 0,9 | 0,2 | 9,8  |
| 1990/91  | Detroit Pistons     | 82  | 28  | 29,1 | 43,4 | 32,4 | 64,6 | 3,4 | 3,3 | 0,9 | 0,2 | 11,7 |
| 1991/92  | San Antonio Spurs   | 60  | 23  | 22,5 | 40,5 | 31,7 | 64,7 | 3,0 | 2,4 | 0,7 | 0,2 | 8,0  |
| Carrière | Carrière            | 984 | 187 | 24,7 | 46,4 | 25,4 | 74,0 | 3,2 | 3,3 | 0,9 | 0,3 | 12,0 |

### Play-offs
| Seizoen  | Team                | WG  | WS | MPW  | 2P%  | 3P%  | FW%  | RPW | APW | SPW | BPW | PPW  |
| -------- | ------------------- | --- | -- | ---- | ---- | ---- | ---- | --- | --- | --- | --- | ---- |
| 1979/80  | Seattle SuperSonics | 5   | —  | 2,4  | 33,3 | —    | —    | 0,4 | 0,4 | 0,2 | 0,0 | 0,4  |
| 1983/84  | Seattle SuperSonics | 5   | —  | 26,4 | 37,0 | 0,0  | 89,5 | 2,8 | 2,4 | 0,2 | 0,2 | 10,2 |
| 1984/85  | Seattle SuperSonics | 9   | 0  | 26,1 | 51,5 | 0,0  | 78,6 | 3,0 | 3,2 | 0,7 | 0,1 | 14,2 |
| 1985/86  | Detroit Pistons     | 4   | 0  | 21,3 | 44,9 | 0,0  | 53,8 | 4,3 | 2,8 | 0,8 | 0,0 | 12,8 |
| 1986/87  | Detroit Pistons     | 15  | 0  | 25,9 | 45,9 | 0,0  | 86,1 | 2,9 | 4,1 | 0,6 | 0,3 | 14,7 |
| 1987/88  | Detroit Pistons     | 23  | 0  | 20,7 | 42,3 | 14,3 | 66,0 | 3,3 | 1,9 | 0,7 | 0,2 | 10,3 |
| 1988/89  | Detroit Pistons     | 17  | 0  | 21,9 | 45,5 | 41,7 | 75,8 | 2,6 | 2,5 | 0,2 | 0,2 | 14,1 |
| 1989/90  | Detroit Pistons     | 20  | 0  | 23,2 | 46,2 | 28,6 | 79,1 | 2,8 | 2,7 | 0,4 | 0,2 | 10,3 |
| 1990/91  | Detroit Pistons     | 15  | 3  | 29,2 | 46,4 | 15,4 | 71,0 | 5,1 | 2,9 | 0,7 | 0,3 | 15,2 |
| 1991/92  | San Antonio Spurs   | 3   | 0  | 23,0 | 45,8 | 50,0 | 50,0 | 2,7 | 2,3 | 1,7 | 0,3 | 8,3  |
| Carrière | Carrière            | 116 | 3  | 23,0 | 45,3 | 27,4 | 75,4 | 3,1 | 2,6 | 0,6 | 0,2 | 12,0 |

4 Dumars · 
10 Rodman · 
11 Thomas · 
15 Johnson · 
22 Salley · 
23 Aguirre · 
24 Williams · 
25 Long · 
34 Dembo · 
40 Laimbeer · 
44 Mahorn · 
53 Edwards · 
Coach Daly
00 Bedford · 
4 Dumars · 
10 Rodman · 
11 Thomas · 
12 Henderson · 
15 Johnson · 
22 Salley · 
23 Aguirre · 
33 Greenwood · 
35 Hastings · 
40 Laimbeer · 
53 Edwards · 
Coach Daly